# Cristina Possas
Cristina Possas de Alburquerque (Cristina Possas) PhD (5 de junio de 1948) es una científica de salud pública brasileña que trabaja con enfermedades contagiosas e infecciones emergentes con una eco-perspectiva social.  Aun así, su aproximación a la complejidad del ecosistema social es bastante diferente de las aproximaciones sociales de Nancy Krieger (de Harvard) quien ha propuesto en un artículo de 2001, en inglés en la Revista brasileña de Salud Pública Informando del concepto de "salud de ecosistema social" donde los ecosistemas son cada vez más cambiantes por actividad humana social, favoreciendo la aparición de enfermedades, así que el término "social" tendría que preceder el prefijo "eco".
Es conocida por: 
- (A) desarrollando su aproximación conceptual nueva con la epidemiología social, incorporando el concepto económico de heterogeneidad estructural a un modelo epidemiológico para identificar perfiles epidemiológicos de poblaciones heterogéneas en estratos sociales y económicos diferentes y las condiciones para la aparición de enfermedades;

- (B) contribuciones de política de salud y reforma de salud en Brasil; y estudios de transición de salud, cambio ecológico, sistemas complejos, y aparición de enfermedades nuevas.

Es miembro Takemi de la Universidad de Harvard en Boston, donde por diez años ha sido una Científica Visitante y becaria Fulbright, y profesora en Fundación Osvaldo Cruz (Fiocruz) en Río de Janeiro, Brasil.

## Experiencia reciente
- Profesora full time, FIOCRUZ (Fundación de Cruz del Oswaldo/Instituto Oswaldo Cruz), Brasil, 1985–presente

Coordinadora de Programas de master, doctorados, y posdoctorales en Salud Pública y Búsqueda Clínica en Enfermedades Contagiosas.
- Directora, Búsqueda y Unidad de Desarrollo Tecnológico, Programa Nacional de Sida, Ministerio de Salud, Brasil, 2002@–2011
- Secretaria Ejecutiva nacional, Nacional Técnico Biosafety Comisión (CTNBio), Ministerio de Ciencia y Tecnología, Brasil, 2001–2002
- Científica visitante, Grupo de Enfermedades Nuevas, Escuela de Harvard de Salud Pública, 1994@–2002
- Miembro Takemi en Salud Internacional, Escuela de Harvard de Salud Pública, 1990–1994
- Becaria Fulbright, Universidad de Harvard, 1990-1994

## Posiciones laborales
FIOCRUZ
1985–presente - investigadora y profesora full en FIOCRUZ (Programas de Maestría, Doctorado y Posdoctorado en Búsqueda Clínica en Enfermedades Contagiosas). Científica Advisor para el Presidente de la Política y Consejo de Estrategia de Bio-Manguinhos.
Posiciones:
- 2011 - 2015 - Directora de Programas de Licenciatura en Búsqueda Clínica en Enfermedades Contagiosas en INI FIOCRUZ (Programas de Maestría, Doctorado y Posdoctorados).
- 1999 - 2000 - Advisor y coordinadora de búsqueda, Vicepresidenta Desarrollo Tecnológico, FIOCRUZ.
- 1994 - 1996 - Directora de Programas de Licenciatura en público Salud
- 1987 - 1989 - Directora, Núcleo de Estudios Especiales para FIOCRUZ Presidente
- 1985 - 1987 - Científica advisor de FIOCRUZ; Presidenta y Coordinadora de los Grupos Técnicos Nacionales de Reforma de Salud
- 1982 - 1983 - Profesora visitante, ENSP-FIOCRUZ

NACIONAL TÉCNICO BIOSAFETY COMISIÓN - CTNBio
- 2001 - 2002 - Secretaria Ejecutiva Nacional, Nacional Técnico Biosafety Comisión – CTNBio, Ministerio de Ciencia y Tecnología.

PROGRAMA de SIDA NACIONAL
- 2002 - 2011 – Directora, Búsqueda y Unidad de Desarrollo Tecnológico Programa Nacional SIDA, Ministerio de Salud.

UNIVERSIDAD de HARVARD
- 1990 - 1994 - Miembro Takemi en Salud Internacional, Escuela de Harvard de Salud Pública, becaria Fulbright
- 1994 - 2002 - Científica visitante (reuniones anuales con Fulbright, Capes, CNPq y becarios de Harvard).

ESTADO DE SÃO PAULO, BRASIL
- 1982 - 1983 -  Científica advisor en Política de Salud a la Dirección del Instituto de Salud, y al Secretario de Salud Estatal de São Paulo

PUC DE CAMPINAS, SP.
- 1980 - 1984 - Profesora e investigadora, Universidad católica de Campinas, Escuela Médica, Undergraduate Programa en Medicina Social

CIUDAD DE CAMPINAS, SP
- 1976 - 1978 - Científica advisor en Política de Salud y Movilización Comunitaria al Secretario de Salud y al Alcalde de Campinas

UNICAMP, SP
- 1974 - 1976 - Profesora e investigadora, Escuela Médica, Programa en Medicina Social. Servicio Psicología Pediátrica, FCM- UNICAMP Salud Centro Escolar en el Distrito de Paulínia, Campinas, SP

## Educación
- 1991 – Posdoctorado, Salud Internacional, Escuela de Harvard de Salud Pública
- 1988 – PhD en Salud pública, Escuela Nacional de Salud Pública, FIOCRUZ
- 1980 – Maestría en Ciencias Sociales, UNICAMP
- 1972 – Doctora en Psicología, PUC-RIO

## Publicaciones importantes
La Dra. Possas escribe en seis grandes áreas:
- Acceder a farmacología: derechos humanos y propiedad intelectuales
- Biotecnología, bioseguridad, y bioética
- Construyendo capacidad de búsqueda del SIDA y cura de VIH
- Tratando poblaciones vulnerables
- Cambio ecológico y enfermedades contagiosas emergentes
- Injusticia, política pública, y bienestar social

Entre sus escrituras se incluyen:
- Artículos:  Biotecnología de Naturaleza, JAIDS, SIDA, Anales de la Academia de Nueva York de Ciencias, Revista de Erradicación de Virus, Tendencias en Microbiología, Vacuna
- Capítulos de libro: Agencia francesa Nacional para AYUDAS y Viral Búsqueda de Hepatitis, ANRS (ed.); EE.UU. Prensa de Academia Nacional,
- Libro: dos best sellers adoptados por Salud Pública y Escuelas Médicas en Brasil – Epidemiología y Sociedad: Salud y Heterogeneidad Estructurales, 1990 y Salud y Trabajo: la Crisis de Bienestar Social 1980, ambos editado por HUCITEC, SP
- Informe: el Banco Mundial

## Libros publicados
- Possas C. Larouze B. (eds.) 2013. Propriété intellectuelle et politiques publiques Vierte l'accès aux antirétroviraux dans les paga du Sud, ANRS, Ciencias de Colección Sociales et SIDA [propiedad Intelectual y políticas públicas para el acceso a antirretroviral fármacos en los países Del sur], ANRS, Colección #sida y Ciencias Sociales].
- Castro, Un.C., Possas, C., Godinho, M.M (orgs.) 2011. Propiedad intelectual en países que hablan portugueses: temas y perspectivas, E-papeles.
- Homma, Un., Possas, C. (eds.) 2000. Estado da arte e prioridades para pesquisa e desenvolvimento em leptospirose [Estado del Arte y Prioridades para Búsqueda y Desarrollo en Leptospirosis]. FIOCRUZ.
- Possas, C. 1989. Epidemiología e Sociedade: Heterogeneidade Estrutural e Saúde Ningún Brasil [Epidemiología y Sociedad: Salud y Heterogeneidad Estructurales en Brasil. Hucitec, São Paulo.
- Possas, C. 1980. Saúde e Trabalho: Un Crise da Previdência Social [Salud y Trabajo: la crisis de Bienestar Social en Brasil], [2.ª edición en 1989]. Hucitec. [Premio de ganador de honores de la Sociedad brasileña de Derechos de Bienestar Social en 1981 para el libro mejor en Bienestar Social].

## Artículos
- Levins, R., Possas, C. Et al. Preparando para Enfermedades Contagiosas Nuevas, Harvard Grupo Laborable en Nuevo y Resurgent Enfermedades, Departamento de Población y Salud Internacional. Escuela de Harvard de Salud Pública. Trabajando Papel n.8, Boston, junio de 1993
- Possas, C. Salud y Crisis fiscales Estrategias de Política: Retos a Reforma de Salud en Brasil. Takemi Programa en Salud Internacional, Departamento de Población y Salud Internacional, Escuela de Harvard de Salud Pública.  Papel de búsqueda n. 75, Boston, 1992.
- Possas, C. Aproximación sociológica a epidemiological análisis: una herramienta para escenarios de salud futura en países en desarrollo. Takemi Programa en Salud Internacional, Departamento de Población y Salud Internacional. Escuela de Harvard de Salud Pública.  Papel de búsqueda n. 71, Boston, 1992
- Possas, C. Problemas de salud de las mujeres Pobres que Trabajan en el Sector Informal, Revisión de Literatura: Brasil. En Khan, Un., Qureshi, Un.F., Elige, W., Mboi, N., Herrero, K., Possas,  C., Amazigo, U., Mero, Un. Y Odujinrin, O. Revisiones de literatura por el Takemi Red de Socios encima Problemas de Salud de las mujeres Pobres que Trabajan en el Sector Informal, Takemi Programa en Salud Internacional, Escuela de Harvard de Salud Pública, Boston, 1993.

## Premios y honores
- 2015. Premio de honor, Bio-Manguinhos/Fiocruz,  III Seminario Anual
- 2015. Camaradería de LAPCLIN/#sida, INI, FIOCRUZ
- 2013. Nombrado por premio Nobel Françoise Barré-Sinoussi miembro de dos grupos laborables en la iniciativa de la Sociedad de #sida Internacional Hacia una Cura de VIH
- 2012. NombradA por FIOCRUZ/BioManguinhos coordinador de búsqueda nacional encima patentes de vacuna
- 2011. Medalla de Agencia francesa Nacional (medalla de gobierno francés) para AYUDAS y Viral Búsqueda de Hepatitis (ANRS) para coordinación de ANRS sitio de búsqueda brasileña en Brasil
- 2011. Placa de reconocimiento de ENSP-FIOCRUZ por coordinación de Programas de Licenciado
- 2011. Miembro nombrada INCT-PPED (Instituto Nacional para Ciencia y Tecnología en público Políticas, Estrategias y Desarrollo)  tablero, Instituto de Economía, UFRJ
- 2011. Directora Camaradería de Búsqueda financiada, INI, FIOCRUZ
- 2011. Nombrada por Empresa de Vacuna de VIH Global y QUIÉN miembro de Programa de Vacuna de #sida de organizar comité para el Taller de Octava en Brasil encima diseño de prueba de vacuna de VIH y análisis
- 2009. Nombrada por IAVI miembro de Presidente de IAVI Política Comité Aconsejable
- 2002. Nombrada por Diretor de Director de Programa de las AYUDAS para el Banco Mundial la búsqueda nacional que financia al Ministerio brasileño de Salud, #sida III Programa
- 2001. Nombrada por Ministro de Ciencia y Coordinador de Tecnología del Código Nacional de Bioethics en Manipulaciones Genéticas, con financiación ministerial
- 2001. Nombrada por Ministro de Ciencia y Tecnología representante brasileño en el Intergovernmental Reunión del Biosafety Protocolo de Cartagena (ICCP-3), Convención en Diversidad Biológica el Hague, Netherlands
- 1993. CNPq Camaradería de Productividad científica[7]
- 1993. Científica visitante, financiado por Universidad de Harvard.
- 1993. Miembro, Academia de Ciencias de Nueva York.
- 1992. Miembro Takemi, Universidad Harvard.[6]
- 1991. Fulbright Camaradería, Universidad de Harvard.
- 1991. Camaradería Universidad de Harvard[7]
- 1990. Miembro nombrada CNPq tablero científico, elegido por comunidad científica en Salud pública.
- 1989. FINEP (Financiadora de Estudos e Projetos) Subvención, Coordinador Evaluación de Proyecto Multicéntrica Nacional Sistemas de Salud, FIOCRUZ, RJ[7]
- 1987. Lessa Bastos Premio por presentación Intoxicación y venenos en Brasil, Sociedad brasileña de Toxicología.
- 1986. Nombrado por Ministro de miembro de Salud del Comité Aconsejable para la 8.ª Salud Nacional Conferencia
- 1984. Camaradería de gobierno italiano por especialización en epidemiología ocupacional, Clínica del Lavoro. Università degli Studi di Milano
- 1983. Camaradería profesora visitante ENSP-FIOCRUZ
- 1983. FINEP Subvención de búsqueda en Evaluación de Sistema de la Salud, coordinando 7 subproyectos, Escuela Médica, PUC-Campinas, SP[7]
- 1981. Premio, Sociedad brasileña de Ley de Bienestar Social, Honores, Libro Mejor en Bienestar Social
- 1974. Camaradería de Kellogg, fondo de fundación al Laboratorio de Educación Médica (LEMC), Escuela Médica, UNICAMP.